# François-René Duchâble

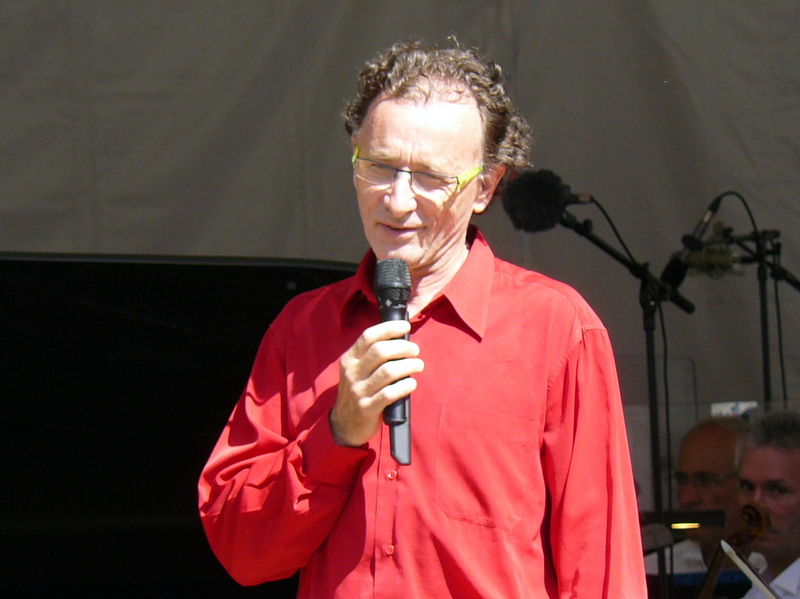
François-René Duchâble

François-René Duchâble (* 22. April 1952 in Paris) ist ein französischer Pianist.

## Leben
François-René Duchâble begann bereits als Vierjähriger mit dem Klavierspiel und wurde zunächst von seinem Vater unterrichtet. Bis zum Beginn des Studiums übernahm der Geiger Joseph Calvet diese Aufgabe. Im Alter von dreizehn Jahren ging Duchâble 1964 ans Pariser Konservatorium und studierte bei Joseph Benvenuti und Madeleine Giraudeau-Basset. Ein halbes Jahr später gewann er dort den ersten Preis im Fach Klavier. 1968 wurde er Finalist beim Reine-Elisabeth-Wettbewerb in Brüssel, 1969 gewann er eine Silbermedaille beim Long-Thibaud-Wettbewerb in Paris. Mit dem ersten Preis beendete er 1970 sein Studium in Harmonielehre und 1971 in Kontrapunkt.
Nach dem Militärdienst begann er intensiver zu konzertieren und studierte daneben ein Jahr Dirigieren bei Robert Blot. 1973 erhielt er ein Stipendium. Außerdem wurde er später von Arthur Rubinstein gefördert.
1980 spielte er mit den Berliner Philharmonikern unter der Leitung von Herbert von Karajan Bartóks drittes Klavierkonzert. Er spielte auf vielen Musikfestivals, musizierte mit anderen bedeutenden Orchestern und als Kammermusikpartner von Gérad Caussé und Paul Meyer. Seine Einspielung von Konzertparaphrasen und Transkriptionen von Franz Liszt wurde 1995 mit dem nationalen Victoires de la Musique Classique ausgezeichnet; 1996 und 1997 wurde er zum Instrumentalsolisten des Jahres gewählt.
Das vorläufige Ende seiner Karriere als international wirkender Pianist erinnerte in einigen Details an Glenn Gould. Zunächst kündigte er 1998 an, sich mit 50 Jahren aus dem Konzertbetrieb verabschieden zu wollen, um neue Wege gehen und Musik anders präsentieren zu können als bisher. Am 25. Juli 2003 inszenierte er diesen Abschied auf medial spektakuläre Weise: Mit Hilfe eines Hubschraubers ließ er einen Flügel in den Colmiane-Bergesee im Nationalpark von Mercantour versenken und erklärte, fortan nur noch für Außenseiter, bei der Tour de France und auf dem Mont Blanc spielen zu wollen. Diese symbolische Aktion in den französischen Alpen erregte internationales Aufsehen; Der Spiegel etwa kommentierte sie in einem langen Artikel und ARTE widmete dem „engagierten“ Pianisten ein Porträt. Darin äußerte er sich kritisch über Werte wie Erfolg, Berühmtheit und Geld, die in der Gesellschaft bevorzugt würden. Wichtiger seien die Qualität des Privatlebens, Beziehungen, Ehrlichkeit und Wahrheit. Er wolle mit seiner Musik die gesellschaftliche Hierarchie untergraben und könne ein System nicht gutheißen, in dem 98 Prozent der Bevölkerung von der klassischen Musik ausgeschlossen seien. Wichtiger als seine internationale Karriere sei es, in einer Sozialsiedlung oder in einem Krankenhaus zu spielen. Musik dürfe nicht zur Handelsware verkommen.
Seitdem tritt Duchâble nur noch selten und fern dem von ihm abgelehnten „Klassik-Betrieb“ auf, um als „Botschafter der Musik“ für Kinder und in karitativen Einrichtungen zu spielen.

## Repertoire
Während Duchâble sich am Anfang seiner Karriere auf das Dreigestirn der romantischen Klaviermusik Chopin, Liszt, Schumann sowie auf Brahms konzentrierte und etliche Aufnahmen vorlegte, ergänzte er sein Repertoire später um Standardwerke von Haydn, Beethoven bis Rachmaninow, Prokofjew, Poulenc und Gershwin. Einige entlegenere Werke von Dukas und d’Indy, Kammermusik von Max Bruch, Hummel und Reinecke wurden ebenso eingespielt wie eigene Bach-Bearbeitungen.
Klanglich steht er seinem Förderer Rubinstein nahe. Saint-Saëns klingt elegant-perlend, Schumann spielt er stürmisch und schwärmerisch, weiß die seelisch fragilen Dramen mit durchdachtem Rubato und rhythmischer Raffinesse nachzuzeichnen. Sein Chopin ist unsentimental und stilsicher. Die großen Etüden op. 10 und 25 werden souverän bewältigt und in den Einzelheiten brillant ausgearbeitet, wenn auch gelegentlich eine Spur zu trocken und undramatisch, musikalisch zurückhaltend. Die Polonaisen spielt er mit Esprit und beweglicher Leichtigkeit, die manchmal ins Sportlich-Saloppe abgleitet.
Technisch sicher meistert er die Herausforderungen der Études d’exécution transcendante, die zu seinen besten Leistungen gezählt werden. Beethovens Konzerte und Klaviersonaten gelingen ihm bisweilen zwingender als seinem Mentor.
Klaus Bennert hebt hervor, dass Duchâble lange Zeit nicht als überragender Virtuose gegolten habe; die Phase des freiwilligen Verzichts auf Überseetourneen (noch vor seinem Rückzug) habe aus ihm schließlich eine Interpretenpersönlichkeit gemacht, die man bei Beethovens Waldsteinsonate ebenso bewundern könne wie bei den großen Werken Chopins und Liszts.

## Auszeichnungen
- 2009: Kommandeur des Ordre des Arts et des Lettres[10]